# Europees kampioenschap voetbal 2008 (Groep B) Kroatië - Duitsland
Dit artikel gaat over de wedstrijd in de groepsfase in groep B tussen Kroatië en Duitsland gespeeld op 12 juni 2008 tijdens het Europees kampioenschap voetbal 2008.

## Voorafgaand aan de wedstrijd
Kroatië en Duitsland hadden allebei hun eerste wedstrijd gewonnen en bevonden zich dus in een comfortabele positie, winst zou bijna zeker plaatsing voor de kwartfinale betekenen en ook bij een verlies waren er nog goede kansen.

## Wedstrijdgegevens

De basisopstellingen van beide landen.

| Datum                | 12 juni 2008                       | 12 juni 2008                       |
| Stadion              | Hypo-Arena, Klagenfurt, Oostenrijk | Hypo-Arena, Klagenfurt, Oostenrijk |
| Toeschouwers         | 32.000                             | 32.000                             |
| Scheidsrechter       | Frank De Bleeckere                 | Frank De Bleeckere                 |
| Assistenten          | Peter Hermans Alex Verstraeten     | Peter Hermans Alex Verstraeten     |
| Vierde man           | Stéphane Lannoy                    | Stéphane Lannoy                    |
| Vijfde man           | Matthias Arnet                     | Matthias Arnet                     |
| UEFA official        | Mark Blackbourne                   | Mark Blackbourne                   |
| Man van de wedstrijd | Luka Modrić                        | Luka Modrić                        |
|                      | Kroatië                            | Duitsland                          |
| Doelpunten           | 2                                  | 1                                  |
| Gele kaarten         | 4                                  | 2                                  |
| Rode kaarten         | 0                                  | 1                                  |
| Wissels              | 3                                  | 3                                  |
| Schoten op doel      | 8                                  | 3                                  |
| Schoten naast doel   | 4                                  | 4                                  |
| Overtredingen        | 14                                 | 17                                 |
| Hoekschoppen         | 7                                  | 7                                  |
| Buitenspel           | 1                                  | 3                                  |
| Vrije trappen        | 19                                 | 15                                 |
| Strafschoppen        | 0                                  | 0                                  |
| Balbezit (tijd)      |                                    |                                    |
| Balbezit (%)         | 46                                 | 54                                 |

| Kroatië | 2 – 1           | Duitsland |
| Darijo Srna 24' Ivica Olić 62' | goals (assists) | 79' Lukas Podolski |
| Slaven Bilić | bondscoach      | Joachim Löw |
| Stipe Pletikosa Josip Šimunić Robert Kovač Vedran Ćorluka Ivan Rakitić Niko Kovač Darijo Srna 80' Luka Modrić Ivica Olić 72' Niko Kranjčar 85' Danijel Pranjić | opstellingen    | Jens Lehmann 46' Marcell Jansen 82' Clemens Fritz Torsten Frings 65' Mario Gómez Miroslav Klose Michael Ballack Philipp Lahm Per Mertesacker 79' Lukas Podolski Christoph Metzelder |
| Mladen Petrić 72' Jerko Leko 80' Dario Knežević 85' | wissels         | 46' David Odonkor 65' Bastian Schweinsteiger 82' Kevin Kurányi |
| Darijo Srna 27' Josip Šimunić 45+1' Luka Modrić 90+3' Jerko Leko 90+2'                                                                                         | gele kaarten    | 75' Michael Ballack 90+2' Jens Lehmann |
| | rode kaarten    | 90+2' Bastian Schweinsteiger |

## Overzicht van wedstrijden
| Groepswedstrijden | | | |
| Groep A | Groep B | Groep C | Groep D |
| Zwitserland - Tsjechië Portugal - Turkije Tsjechië - Portugal Zwitserland - Turkije Zwitserland - Portugal Turkije - Tsjechië | Oostenrijk - Kroatië Duitsland - Polen Kroatië - Duitsland Oostenrijk - Polen Oostenrijk - Duitsland Polen - Kroatië | Roemenië - Frankrijk Nederland - Italië Italië - Roemenië Nederland - Frankrijk Nederland - Roemenië Frankrijk - Italië | Spanje - Rusland Griekenland - Zweden Zweden - Spanje Griekenland - Rusland Griekenland - Spanje Rusland - Zweden |
| Kwartfinales | | | |
| Portugal - Duitsland | Kroatië - Turkije | Nederland - Rusland | Spanje - Italië                                                                                                   |
| Halve finales | | | |
| Duitsland - Turkije | Duitsland - Turkije                                                                                                  | Rusland - Spanje | Rusland - Spanje                                                                                                  |
| Finale | | | |
| Duitsland - Spanje | | | |